# Castine (Maine)
Castine és una població dels Estats Units a l'estat de Maine (EUA). Segons el cens del 2000 tenia 1.343 habitants.

## Història
El 1668 els anglesos destruïren la casa de Jean Vincent de l'Abbadie, baró de Saint Castin, que havia fet un port d'exportació de pells, provocant la revenja dels indis Abnakis.

## Demografia
Segons el cens del 2000, Castine tenia 1.343 habitants, 372 habitatges, i 222 famílies. La densitat de població era de 66,5 habitants per km².
Dels 372 habitatges en un 18% hi vivien nens de menys de 18 anys, en un 49,2% hi vivien parelles casades, en un 7% dones solteres, i en un 40,3% no eren unitats familiars. En el 30,1% dels habitatges hi vivien persones soles el 12,4% de les quals corresponia a persones de 65 anys o més que vivien soles. El nombre mitjà de persones vivint en cada habitatge era de 2,16 i el nombre mitjà de persones que vivien en cada família era de 2,69.
Per edats la població es repartia de la següent manera: un 10,3% tenia menys de 18 anys, un 41,9% entre 18 i 24, un 15% entre 25 i 44, un 18,4% de 45 a 60 i un 14,4% 65 anys o més.
L'edat mediana era de 24 anys. Per cada 100 dones de 18 o més anys hi havia 196,8 homes.
La renda mediana per habitatge era de 46.250 $ i la renda mediana per família de 65.500 $. Els homes tenien una renda mediana de 36.250 $ mentre que les dones 30.893 $. La renda per capita de la població era de 20.078 $. Entorn del 3,2% de les famílies i el 12% de la població estaven per davall del llindar de pobresa.